# Krijgsmacht van de Federatie van Bosnië en Herzegovina

Schild van de krijgsmacht van de Federatie van Bosnië en Herzegovina

De Krijgsmacht van de Federatie van Bosnië en Herzegovina (Bosnisch/Kroatisch: Vojska Federacije Bosne i Hercegovine) was de krijgsmacht in Bosnië en Herzegovina die ontstond na het Verdrag van Dayton in 1995 en werd gevormd door de samenvoeging van de Krijgsmacht van de Republiek Bosnië en Herzegovina (ARBiH) en de Kroatische Defensieraad (HVO). De krijgsmacht bestond uit grondtroepen en een luchtmacht.
In 2005 ging Krijgsmacht van de Federatie van Bosnië en Herzegovina samen met de Krijgsmacht van de Servische Republiek op in de Krijgsmacht van Bosnië en Herzegovina. In 2005 werd een volledig geïntegreerde eenheid van Serven, Bosniakken en Kroaten uitgezonden naar Irak, om de coalitiestrijdkrachten onder leiding van de Verenigde Staten te ondersteunen.